# Alta Semita
Alta Semita ("camino alto" en latín) era una calzada de la Antigua Roma que llegó a dar nombre a la VI región de la subdivisión de Roma por Augusto.
La Alta Semita correspondía a la entrada en Roma de la Vía Salaria ("vía de la sal") que existía desde tiempos prehistóricos, y de la Vía Nomentana. La gran antigüedad de la calle también viene sugerida por la palabra latina semita, que suele significar "sendero" y que no es utilizada para ninguna otra calle romana.

## Descripción
Lo más probable es que discurriera a lo largo de las modernas Via del Quirinale y Via Venti Settembre, en la espina dorsal de la colina del Quirinal, creando una ruta recta hacia el suroeste desde la Porta Collina en la muralla Serviana, bordeando las termas de Diocleciano hasta el templo de Serapis. Probablemente conectaba con el Vicus Iugarius.
También es posible que la calle llamada Alta Semita en la República romana no fuera la misma que la conocida en el posterior Imperio. En época imperial, el trazado de la calzada se vio interrumpido por la construcción, primero, del foro de Trajano y, después, en el Quirinal, por las termas de Constantino.
Los catálogos regionales nombran la Regio VI (entre las 14 establecidas) como Alta Semita, en honor a la calzada. El templo de la familia Flavia (Templum Gentis Flaviae) se encontraba en Alta Semita, según el catálogo regional.